# 哲学 (サルヴァトール・ローザの絵画)
『哲学』（てつがく、伊: Filosofia、英: Philosophy）、または『自画像』（じがぞう、伊: Autoritratto、英: Self-portrait）は、バロック期のナポリ派の画家サルヴァトル・ローザが1645年ごろ、キャンバス上に油彩で制作した絵画である。1933年にランズダウン侯爵より寄贈されて以来、ロンドンのナショナル・ギャラリーに所蔵されている。作品の人物がだれであるかについて多くの議論がなされてきており、ナショナル・ギャラリーに収蔵された当時はサルヴァトール・ローザの「自画像」とみなされていた。しかし、最近の研究により、本作は元来、哲学の擬人像として描かれたことがわかっている。

## 作品
1615年にナポリに生まれたローザは、ナポリ派のフランチェスコ・フランカンツァーノ、アニエロ・ファルコーネ、ホセ・デ・リベーラのもとで修業を積み、1635年からローマとナポリで断続的に活動した。1640年にはカルロ・ディ・フェルディナンド・デ・メディチ枢機卿の代理人から招聘され、1640年にフィレンツェに移り住んだが、属していたメディチ家の宮廷に馴染まず、1649年にはローマに居を構え、残りの人生を過ごした。

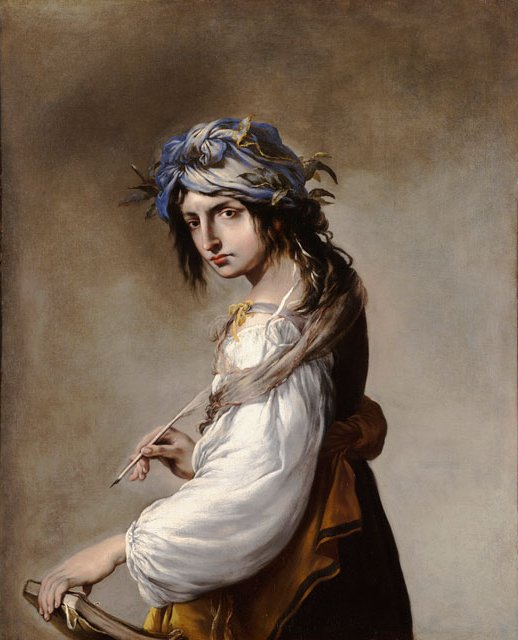
サルヴァトール・ローザ『詩』 (1640-1641年)、ワズワース・アテネウム美術館、米国コネチカット州

ローザはフィレンツェで名家や文人たちの間に庇護者を見出したが、本作および、本作と対をなす『詩』 (ワズワース・アテネウム美術館、米国コネチカット州) の擬人像 (ローザの愛人ルクレツィアの肖像) はまさにそうした家柄のフィリッポ・ニッコリーニ (Filippo Niccolini) の邸宅のために描かれたものである。
画面には学者の帽子をかぶり、茶色の上着を着たしかめっ面の男が表されている。身体をぴたりと覆う衣服は、古代ローマの胸像のような堅固な外観を持つ。顔の半分は陰の中にあり、冷たい光が彼の長く細い鼻、整えられていない髪の毛、髭を剃っていない顔、寄せられた眉を強調している。絵画は低い視点から描かれているため、彼が鑑賞者を見下ろしているかのように感じられる。この視点と彼の強い視線、嵐の空を背にした彼の暗い姿により、強烈な印象とやや脅迫的な雰囲気が生まれている。
男は鑑賞者にラテン語の銘文が記された板を提示している。そこには、「沈黙に勝ることが言えなければ黙っていること」とある。この句はストバイオスの『選文集』 (古代ギリシャの作家の著作から抜粋された文章からなる5世紀の著書) から採られている。ローザは後に自身の機知に富んだ言行を『政治の劇場 (Teatro della Politica)』に編纂したが、それには古代の多くの哲学者と関連する概念である沈黙の徳に関するいくつかの言行が含まれている。

## ローザの自画像

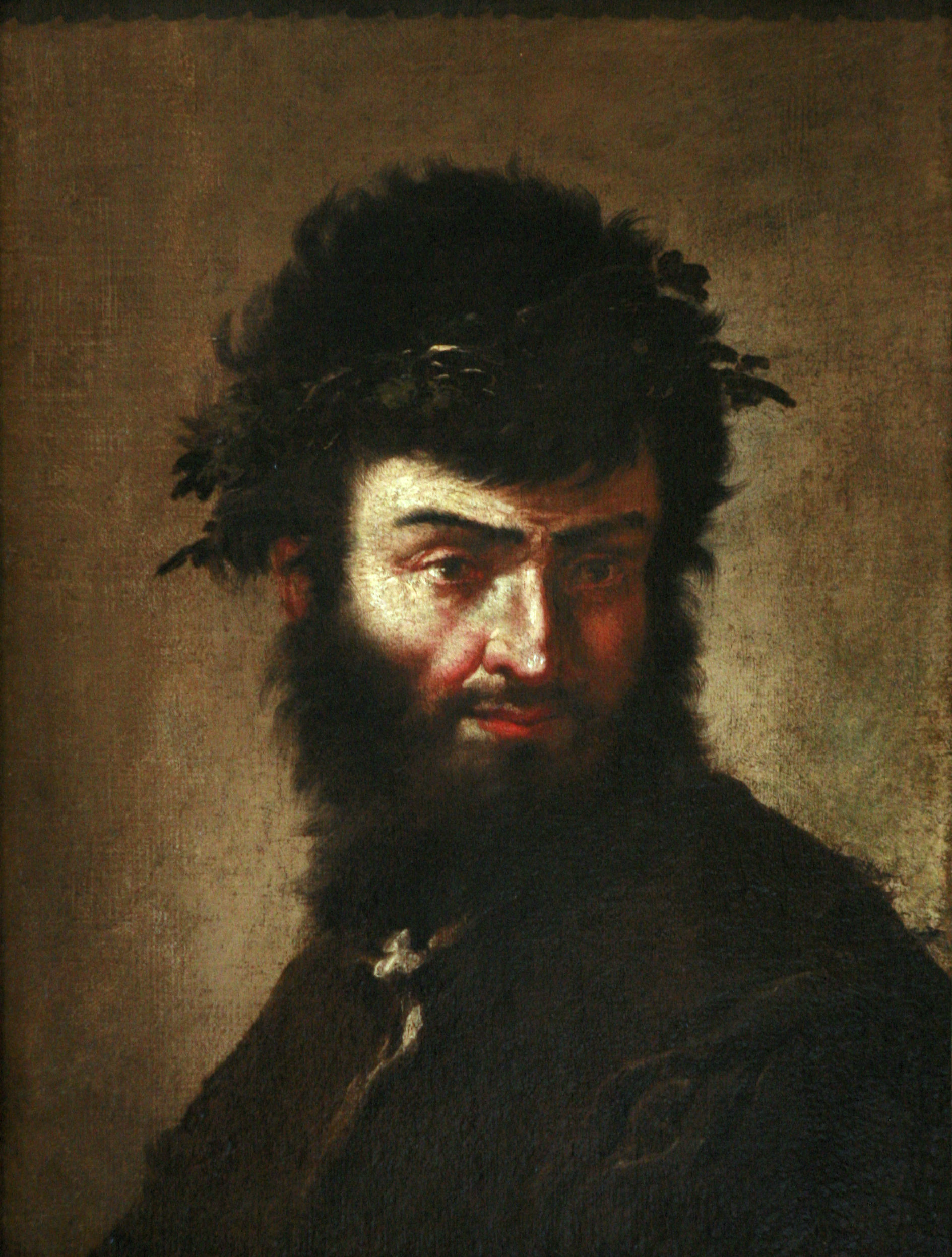
『自画像（英語版）』、1645年ごろ、ストラスブール美術館
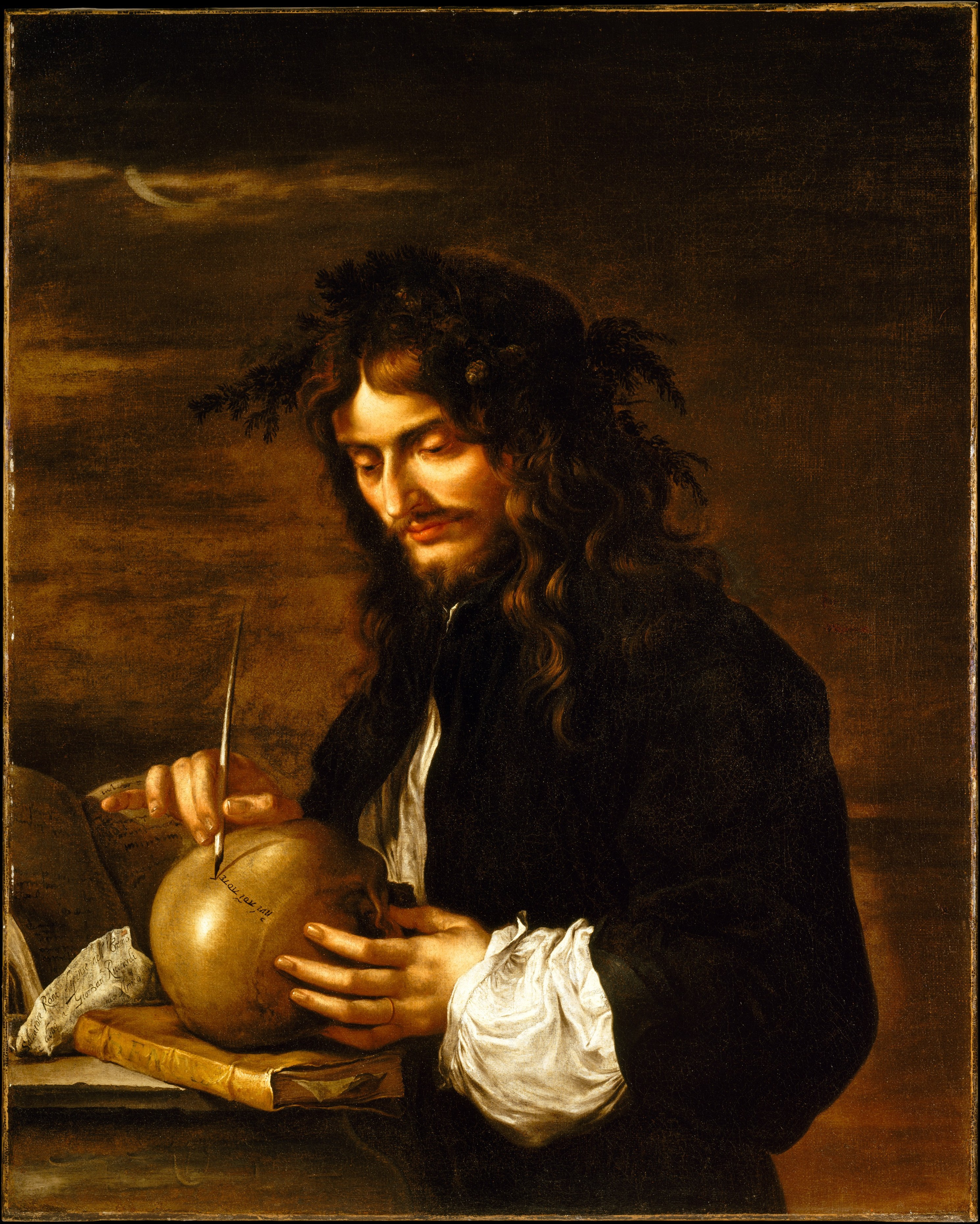
『自画像』、1647年ごろ、メトロポリタン美術館、ニューヨーク
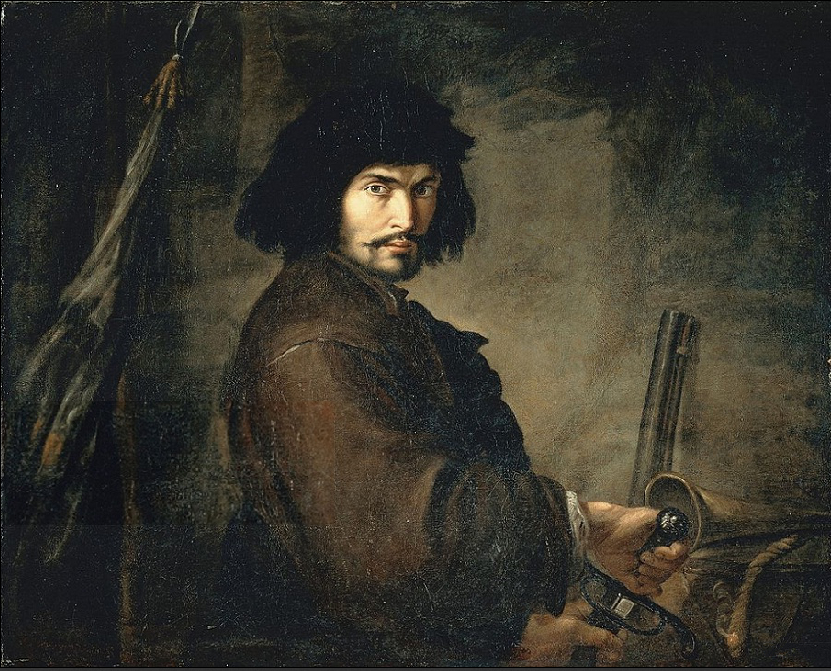
『兵士としての自画像』、1640–1649年、シエーナ
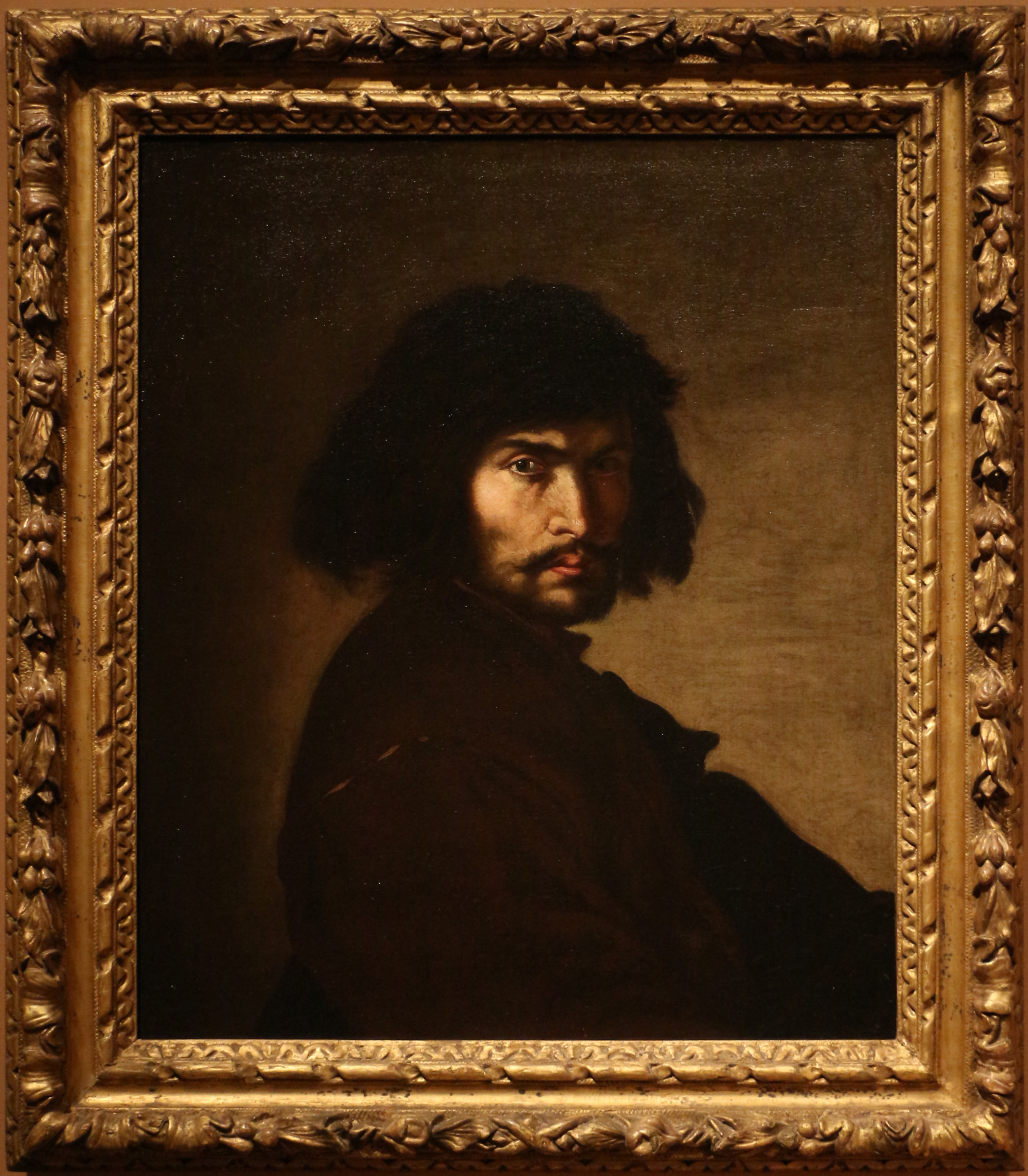
『自画像』、1650–1660年ごろ、デトロイト美術館